# Kosmos 1267
Kosmos 1267 (em russo:  Космос 1267 significando Cosmos 1267), também conhecido como TKS-2, foi uma nave espacial TKS que foi acoplado a  estação espacial soviética  Salyut 6, como parte de testes para adicionar módulos científicos de expansão em estações em órbita da Terra. O módulo que foi anexado a estação era um componente FGB de um veículo TKS lançado no dia 25 de abril, 1981. A nave cápsula de retorno VA se separou, desorbitando e pousando na União Soviética em 26 de maio de 1982.